# استان اردهان
اَردَهان به ترکی : (Ardahan) به آذربایجانی :(ərdəhan) به کُردی (Ardihan) ارمنی (Արդահան) نام یکی از استان‌های شمال شرق ترکیه است که مرکز آن شهر اردهان است.

## جغرافیا
مساحت این استان ۵۴۹۵ کیلومتر مربع و جمعیت آن در سرشماری سال ۲۰۰۰ میلادی ۱۳۳٫۷۵۶ نفر بود.

## اقتصاد
کشاورزی و دامپروری در استان اردهان به علت وجود ناحیه مرتعی- مرتعی بسیار، مستبعد بودن مرکز های صنعتی از استان و دلیل های نظیر، مورد توجه واقع گردیده شده.مشغله های دامپروری بیش از مشغله های کشاورزی در کل استان شاخص می باشد. کما بیش کل محصول های کشاورزی همانند سیب، گلابی، ذرت و گیلاس در شهرستان پوسف پیدا می شود.محصول های غلاتی همچون گندم و جو در کل استان زراعت می شود. با این شرایط، کشاورزی صنعتی صورت نمی گردد.کمابیش کل محصول های کشاورزی خالص و اصلی می باشند.استان اردهان به دلیل هایی همانند شرایط منطقه ای، وجود علفزار ها و علفزاری برای دامداری مطلوب می باشد. شرایط آب و هوایی برای تولید محصول های علیقه ای (علف) مطلوب می باشد.دامداری گسترده و کم اندازه به شکل دام چرنده در کل استان صورت می گیرد. تعداد بسیاری پرنده در اردهان تغذیه می شود. مرسوم ترین پرنده تغذیه گردیده غاز می باشد. به غیر از غاز، مرغ، اردک و بوقلمون نیز تغذیه می گردد.

## پیشینه
سکاهای ایرانی‌تبار در ۶۸۰ پیش از میلاد از قفقاز گذشته و از سوی شمال وارد این منطقه شدند و این حدود را که در دست شاهان اورارتو بود تصرف کردند. بعدها ایرانیان هخامنشی این منطقه را ضمیمه ایران کردند و پس از آن اسکندر مقدونی با لشکر خود از این ناحیه گذشت.
مردم منطقه از دیرباز گرجی‌تبار بودند و پادشاهی‌های گرجی در میان تصرفات دیگران در دوره‌هایی بر اردهان حکومت کردند.
ترک‌های سلجوقی به رهبری آلپ‌ارسلان در سال ۱۰۶۸ میلادی قبیله‌های کومان و پچنک را برای زندگی در این ناحیه به اردهان کوچاندند.

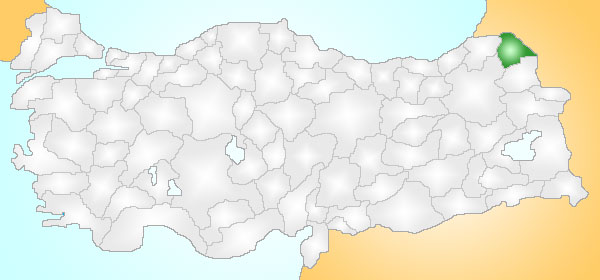
محل استان اردهان

## شهرستان‌ها
- شهرستان اردهان Ardahan
- شهرستان چیلدیر Çıldır
- شهرستان دامال Damal
- شهرستان گوله Göle
- شخرستان هاناک Hanak
- شهرستان پوسوف Posof